# مناخ الجزائر
مناخ الجزائر، تتحكم به الظروف الناشئة عن تداخل الموقع بالنسبة لدرجات العرض وتوزع اليابسة والماء والتضاريس واتجاهاتها وارتفاعاتها واتساع مساحة الجزائر في رسم الصورة المناخية العامة للبلاد حيث تظهر ثلاث نطاقات مناخية رئيسة لها بصمات مميزة تمتد على شكل نطاقات عرضية من الغرب من الشرق ومرتبة إلى الشمال من الجنوب كالتالي:

## مناخات الجزائر

### مناخ البحر المتوسط
يغطي مناخ البحر الأبيض المتوسط المناطق المحاذية لساحل البحر شمال الأطلس التلي ومن تنس إلى القالة وهو نطاق ضيق مقارنة باتساع مساحة الجزائر طقسه معتدل ويتميز بفصلين متباينين الأول مطير ودافئ وطويل وهو الشتاء والثاني جاف وحار وقصير وهو الصيف والمدى الحراري ضئيل عموما، ويمكن التمييز ضمن هذا النطاق بين مناخ المتوسط الرطب الذي يغطي منطقة القبائل الصغرى من الجرجرة إلى القل وهو أكثر رطوبة حيث يزيد معدل المطر عن 1000 ملم في الجرجرة والبابور وحوالي 2000 ملم في القل حيث توجد منطقة الزيتونة أكثر مناطق الجزائر مطرا بنحو 2443 ملم /سنة كما تدوم الثلوج في هذه المنطقة لفترة تزيد عن 10 أيام في السنة والغطاء النباتي فيه كثيف من نوع الغابة أساسا والنوع الثاني هو مناخ المتوسط شبه الرطب الذي يغطي باقي مناطق التل بمعدل مطري يبلغ 700 ملم/سنة.

### مناخ شبه قاحل
يغطي المناخ مناخ شبه القاحل الهضاب العليا وهو مناخ انتقالي بين المناخ المتوسط والصحراوي وهنا تبدأ ملامح المناخ المتوسطي في الانحسار تدريجيا من الشمال لتفسح المجال للمناخ الجاف المتميز بالظروف القارية فالأمطار تتراوح ما بين 300-500 ملم/سنة فهي غير منتظمة والفوارق الحرارية الشهرية متطرفة
و الهضاب العليا الشرقية شبه جافة مناخها قاري (50 يوم جليد في السنة و 30 يوم سيروكو) والهضاب العليا الوسطى والغربية تحت الجافة فالأمطار فيها أقل كمية وانتظاما فلا تزيد عن 400 ملم /سنة.

### مناخ الصحراء
يغطي مناخ الصحراء أوسع أنحاء الجزائر 2 مليون كلم مربع أي حوالي 84بالمئة. ويشكل الأطلس الصحراوي الحد المناخي الفاصل بين شمال وجنوب البلاد الأمطار قليلة وغير منتظمة تقل عن 200 ملم/سنة والجو جاف والحرارة عالية والفوارق الحرارية اليومية والفصلية مرتفعة باستثناء منطقة الهقار المتأثرة بالمناخ المداري حيث الأمطار تسقط صيفا والحرارة أكثر اعتدالا
يتدرج هذا المناخ تدريجيا ابتداء من السفوح الجنوبية للأطلس الصحراوي الذي يقدم صورة مناخية فريدة حيث السفوح الشمالية تكسوها الغابات وقممها تغطيها الثلوج بسبب وصول التأثيرات البحرية الرطبة الباردة وبمعدل مطري يتراوح ما بين 800-900 ملم/سنة والسفوح الجنوبية المواجهة للصحراء تتأثر بالمناخ الصحراوي القاحل وهكذا تتعايش غابات الصنوبر والسدر مع واحات النخيل على بعد 30 كلم.

## الأقاليم المناخية في الجزائر
الأقاليم المناخية في الجزائر تتحكم الظروف الناشئة عن تداخل الموقع بالنسبة لدرجات العرض وتوزع اليابسة والماء والتضاريس واتجاهاتها وارتفاعاتها واتساع مساحة الجزائر في رسم الصورة المناخية العامة للبلاد حيث تظهر ثلاث أقاليم مناخية رئيسة لها بصمات مميزة تمتد على شكل نطاقات عرضية من الغرب إلى الشرق ومرتبة من الشمال إلى الجنوب كالتالي:

### الإقليم الشمالي
تقدر مساحته بـ:381 741 كم2 أي 16%من (م.ك) يتكون من:
- الإقليم التلي: يمتد على الشريط الساحلي عرضه من 70الى150 كم)جباله التوائية حديثة التكوين :

- جبال ساحلية تتركز في الغرب منها الونشريس.بني شقران.تسالة
- جبال داخلية منها جبال تلمسان  1843 م التي تربط بين مرتفعات سعيدة والضايا وفرندة الونشريس
- جبال شرقية هي أكثر ارتفاعا منها جرجرة 1843 م.جبال البابور. مرتفعات البيبان...

تتخلل هذا الجزء سهول وأحواض داخلية سيدي بلعباس ومعسكر الشلف لذي يلتحم مع جبال التيطري (المدية) وينقسم الإقليم التلي إلى سهول وسلاسل جبلية ممتدة من الغرب إلى الشرق موازية للساحل على طول 1 200 كلم.

#### السهول
تنقسم السهول إلى: الساحلية والداخلية.

##### السهول الساحلية
- - سهل عنابة: يمتد من عنابة إلى القالة تجري فيه الأودية والبحيرات.
  - سهل بجاية: ضيق يقع عند نهر الصومام ينحصر بين البحر وجبال البابور ولآله خديجة.
  - سهل متيجة: سهل واسع ينحصر بين البحر والأطلس البليدي بطول 100 كم وعرض 20 كم.
  - سهل وهران: يمتد من الغزوات إلى الشلف تربته ملحية.

##### السهول الداخلية
وهي سهول متقطعة محصورة بين سلاسل جبلية وعلى شكل أحواض ارتفاعها 500 متنحصر داخل الأطلس التلي منها سهل تلمسان. سيدي بلعباس معسكر.......

#### الجبال
تمتد السلاسل الجبلية التلية من المغرب إلى الشرق. من جبال تلمسان بالحدود الجزائرية المراكشية إلى جبال سوق أهراس بالحدود الجزائرية التونسية، تتكون الكتلة الغربية منها من جبال تلمسان، جبال تسالا وجبال الضايا وجبال سعيدة وجبال الونشريس. وأغلبها صخور جيرية وتتميز بشدة التوائها أما الكتلة الشرقية فتتكون من جبال البابور وجبال الأطلس المتيجي وجبال بوزريعة وجبال بوزقزة والقل وجبال جرجرة...إلخ، بالإضافة إلى سلسلة موازية لهذه الجبال جنوبا وهي جبال التيتري التي تتصل بجبال البيبان ثم جبال فرجيوة وجبال قسنطينة وجبال سوق أهراس.

### الإقليم الجنوبي
الإقليم الجنوبي مساحته 2 000 000 كم2 أي 80% من (م ك) يتكون من صخور بركانية قديمة التكوين ينقسم إلى:

#### المنخفض الشمالي الشرقي
هو حوض واسع يمتد من جبال النمامشة والاوراس ارتفاعه 300 م، به عدة شطوط مثل شط ملغيغ(-35 م) تصب فيه الأودية. وهو غني بالمياه الجوفية (الواحات)
الصحراء الشمالية
هي هضبة صخرية تمتد من هضاب ميزاب شرقا إلى حمادة الدراع غربا شمال تندوف (الحمادة هي مساحة واسعة تغطيها صخور جيرية ورملية مصفحة).
الصحراء الجنوبية
تنقسم إلى:
- نطاق المرتفعات: في الجنوب الشرقي توجد هضبة الطاسيلي تحيط بها مرتفعات القهار وهي جبال قديمة التكوين بركانية، أعلى قمة بها هي (تاهات اتاكور2918 م).
- نطاق السهول: سهل تنزروفت غرب القهار يغطيه الرق يتكون من الحصى والعروق وهي كثبان رملية مثل عرق ايقدي وعرق الشاش.
- اقليم الهضاب العليا:

#### إقليم الهضاب العليا (النجود)
إقليم الهضاب العليا (النجود)، ويسمى أيضا إقليم السهوب، وهو منطقة انتقالية بين الشمال والجنوب. وتنقسم إلى قسمين:
- هضاب شرقية: تمتد إلى الشرق من جبال الحضنة بين الاطلسيتن800 م.
- هضاب غربية: تمتد من الحضنة إلى الحدود المغربية ارتفاعها من 650 مإلى 1 000 متنتشر بها الشطوط وهي مالحة بسبب ارتفاع الحرارة (التبخر والترسب)

وينحصر هذا الإقليم بين سلسلتين جبليتين متوازيتين هما أطلس التل شمالاً، والأطلس الصحراوي جنوبًا. يتراوح ارتفاع أراضيه بين 800 و  1000 م تتخللها منخفضات تغمرها المياه المالحة تسمى السبخات، أو الشطوط. ومناخ هذا الإقليم قاري وأمطاره قليلة إذ يتراوح معدل سقوط الأمطار بين 400 و 500 ملم، تسمح بزراعة الحبوب التي تشكل الإنتاج الرئيسي لهذا الإقليم، منذ أقدم العصور. وتمتد أراضي الهضاب العليا في شكل طولي بين السلسلتين الشمالية والجنوبية، وهي أقل ارتفاعا منهما، تسير من الجنوب نحو الشمال الشرقي على طول 700 كلم متبعة في ذلك الاتجاه العام لسلسة جبال الأطلس الصحراوي، وتشبه في وضعها هذا ساحة البيت والأطلس التلي جدارها الشمالي، والأطلس الصحراوي جدارها الجنوبي، وبذلك فهي منطقة ذات صرف داخلي، أوديتها تصب في الشطوط، ماعدا الوادي الطويل. وهي آدم في تكوينها من الجبال المجاورة لها، حيث أن أساسها يرجع إلى الزمن الأول، وتكسوها طبقة حديثة من رواسب الزمن الثاني والثالث.

#### إقليم الصحراء
تشكل أكبر جزء من الأراضي الجزائرية، وتتنوع بها المظاهر الطبيعية؛ ففي شمالها الشرقي منطقة منخفضة (شط ملغيغ 31 متحت سطح البحر) تتجمع فيها أهم الواحات، ثم منطقة الكثبان الرملية في العرق الشرقي الكبير، والعرق الغربي، ويتراوح ارتفاع هذه الكثبان بين 200 و 500 م. ثم منطقة الهضاب في تادميت، وأخيراً منطقة جبلية في الجنوب الشرقي، في التاسيلي والأحجار بها جبال شاهقة، أعلى قممها تاهيت 2918 م. وهذه المنطقة احتضنت واحدة من أهم الحضارات القديمة في العالم. مناخها قاري قليل الأمطار، شديد الحرارة. وسهول تحاتية تغطيها الرمال، وهي التي تحتل أكبر مساحة في الصحراء. وكذا كتلة جبلية مرتفعة في الركن الجنوبي الشرقي، وهي جبال الهقار التي تبلغ أعلى قمة جبلية. وتبلغ مساحة الصحراء الجزائرية بـ1 987 600 كم2 وبذلك تحتل مساحة واسعة ونسبة قدرها 90% تقريبا من المساحة الإجمالية للقطر كله، والصحراء في تركيبها الجغرافي أبسط من المنطقة التلية، إذ لا نجد بها الجبال المتقطعة، ولا المرتفعات المعقدة ولا السهول الضيقة المحصورة، ولا الالتواءات الحديثة ولكن بالصحراء نجد السهول الواسعة، والأحواض المغلقة... يتدرج مناخ الإقليم الصحراوي تدريجيا ابتدائيا من السفوح الجنوبية للأطلس الصحراوي الذي يقدم صورة مناخية فريدة حيث السفوح الشمالية تكسوها الغابات وقممها تغطيها الثلوج بسبب وصول التأثيرات البحرية الرطبة الباردة وبمعدل مطري يتراوح ما بين 800-900 ملم/سنة والسفوح الجنوبية المواجهة للصحراء تتأثر بالمناخ الصحراوي القاحل وهكذا تتعايش غابات الصنوبر والسدر مع واحات النخيل على بعد 30 كلم.

## العوامل المؤثرة في مناخ الجزائر

### الموقع الفلكي
تمتد الجزائر بين العروض الحارة في الجنوب والعروض المعتدلة في الشمال مما يؤدي إلى ارتفاع في درجات الحرارة واتجاه هبوب الرياح.

### منطقة الضغط المرتفع الأزوري
تتمركز في المحيط الأطلسي قرب جزر آزور منطقة الضغوط المرتفع.في فصل الشتاء يشمل هذا الضغط المغرب العربي لذلك تهب رياح غربية على شمال الجزائر وتؤدي إلى سقوط أمطار، في فصل صيف تتحرك منطقة الضغط المرتفع نحو الشمال فتصبح الجزائر خارج نطاق الرياح الغربية وتنعدم بذلك الأمطار.

### الموقع الجغرافي
تطل الجزائر على البحر الأبيض المتوسط الذي يسمح للرياح بالتشبع ببخار الماء قبل وصولها إلى اليابسة.
4- هبوب الرياح الحارة:
تهب الرياح الجنوبية الحارة (السيروكو) وتسمى الشهيلي في فصل الصيف نحو الشمال مما يؤدي إلى ارتفاع درجة الحرارة في هذا الإقليم.

### امتداد التضاريس
تتعرض سلسلة الأطلس التلي الرياح الممطرة فتسقط معظم الأمطار في الشريط الساحلي للجزائر.

## خصائص المناخ في الجزائر
تسبب الرياح الغربية والشمالية الغربية سقوط الأمطار في النطاق الشمالي وتزيد كميتها عن 1000 ملم في الشريط الساحلي الشرقي أما في المنطقة الغربية فتقل كميات التساقط عن 600 ملم بسبب الحاجز التضاريسي في كل من المغرب الأقصى وشبه الجزيرة الأيبيرية الذي يعترض وصول الرياح المشبعة ببخار الماء إلى المنطقة، وتقل كميات التساقط كذلك في الهضاب العليا وتتراوح ما بين 200-400 ملم، أما فيما وراء الأطلس الصحراوي فإنه يسيطر الجفاف ولا تزيد كمية الأمطار عن 200 ملم.